# جو برند
ژوزفین گریس برند (Josephine Grace Brand) (زادهٔ ۲۳ ژوئیه ۱۹۵۷)، یک کمدین، نویسنده، مجری و بازیگر اهل انگلستان بود. او حرفه نمایش کمدی خود را با ترک شغل پرستاری روان‌پزشکی و رفتن به‌سوی استندآپ کمدی بدیل [کمدی روی صحنه] و اجراهای نخستین در برنامه سَتردی لایو (Saturday Live) آغاز کرد، او به حرفه خود ادامه داده و در برنامه‌های تخلیه مغز (The Brain Drain)، برنامه از میان دهان جو برند (Jo Brand Through the Cakehole) از کانال ۴، گذراندن (Getting On) و چندین برنامه تلویزیونی دیگر، از جمله مهمان اصلی در برنامه‌های QI، خبری برای شما دارم؟ (QI Have I Got News for You) و به شما دروغ خواهم گفت؟ (?Would I Lie to You) ظاهر شد. او همچنین به‌طور منظم در برنامه‌های رادیو ۴ بی‌بی‌سی مانند آزمون خبر (The News Quiz) و یک لحظه (Just a Minute) حضور می‌یابد. از ۲۰۱۴ میلادی به این سو، وی مجری مسابقه بزرگ کیک‌پزی بریتانیا: بریده‌ای اضافی (The Great British Bake Off: An Extra Slice) است. در ۲۰۰۳ میلادی، روزنامه آبزرور برند را به عنوان یکی از ۵۰ شوخ‌طبع‌ترین فرد در کمدی بریتانیا فهرست کرد. در ۲۰۱۹ میلادی، او یکی از پیکار گران در سری کمدی تسک‌مستر (Taskmaster) بود.

## اوایل زندگی
برند در منطقه کلاپام، لندن در نزدیکی کلیسای سنت پاول در خانه‌ای که «یک مکان ویکتوریایی اما اندکی چسبیده با خانه‌های کناراش در جاده وانزوورث با مستراح بیرونی» بود متولد شده و در هیستینگز، ساسکس شرقی بزرگ شد. مادرش در بیمارستان چارینگ کراس یک مددکار اجتماعی و پدرش مهندس سازه بود. پدر وی از ۱۲ سالگی به بعد از افسردگی رنج می‌برد تا زمانی که به‌طور موفقیت‌آمیز در اواسط ۵۰ سالگی‌اش با داروهای ضد افسردگی معالجه شد. والدین وی زمانی که او نوجوان بود از هم جدا شدند. برند فرزند میانی سه فرزند خانواده بود و دو برادر دارد. زمانی که او حدود ۴ سال داشت، خانواده وی به روستا سنت مریز پلت در نزدیکی سونوکس در شهرستان کنت و یک سال بعد به بنندن نقل مکان کردند. برند تا ۱۶ سالگی در مدرسه ابتدایی سنت مریزی پلات، مدرسه ابتدایی روستا بنندن، مدرسه دستور زبان دخترانه تانبریج ویلز و بعداً در دبیرستان هیستینگز برای دختران و کالج بکسهیل آموزش دید.
پس از کار کردن در یک می‌خانه، در مؤسسه خیریه برناردوز و معاون پرستار در یک واحد مسکونی برای بزرگ‌سالان دارای اختلال یادگیری، او یک مدرک در رشتهٔ علوم اجتماعی و دیپلم پرستار روانی ثبت‌شده از دانشگاه برونل به‌دست‌آورد. پس از آن او برای ده سال به عنوان پرستار روان‌پزشکی در بیمارستان سَوت لندن بیتهلم، بیمارستان کوفن کوید در سوانزی و بیمارستان مادسلی در جنوب لندن کار کرد.

## حرفه

### کمدی
زمانی که برند حرفه خود در کمدی را آغاز کرد، از نام هنری «هیولای دریا» استفاده نمود. او بخشی از جنبش کمدی بدیل بریتانیایی بوده و در میانه دهه ۱۹۸۰ میلادی در کلب‌های کمدی بدیل در لندن کار می‌کرد، او نخستین‌بار در نمایش تلویزیونی سَتردی لایو (Saturday Live) ظاهر شد. او در آپارتمانی به‌طور اشتراکی با ایور دمبینا که همچنین یک کمدین و مالک کامدی کلب بود، زندگی می‌کرد.
سبک اولیه برند این بود که لطیفه/جوک‌ها را با صدای یک‌نواخت و خسته کننده، هر بار یک خط با وقفه‌ای در میان آن‌ها، بیان می‌کرد. این جوک‌ها به‌طور گسترده‌ای برگرفته شده از فرهنگ پاپ و رسانه‌ها بوده و بیشتر جوک‌ها اشاره‌های به سلبریتی‌ها و چهره‌های سرشناس داشت. برند گفته‌است که قبل از نخستین اجرای زنده‌اش بیش از حد نوشیده بود، در کل مدت بسیار اخلال شد و در پایان اجراء نیز هیچ‌کس برای وی کف نزد. کفش‌های دکتر مارتنز، هیکل بزرگ و موهای کوتاه وی باعث پخش شایعات نادرست شد که او هم‌جنس‌گرا است.
در ۲۰۰۷ میلادی، برند داستان خنده و اشک‌ها: داستان لیس داوسن که مستندی برای قدردانی از لیس داوسن بود را خواند که در اکتبر ۲۰۰۷ در رادیو ۲ بی‌بی‌سی پخش شد.
در ۲۰۱۰ میلادی، برند در جشنواره کمدی کانال 4 (Channel 4's Comedy Gala) که یک نمایش خیریه برای کمک به بیمارستان کودکان گریت اورمند استریت بوده و در ۳۰ مارس به‌طور زنده در ورزشگاه او۲ آرنا در لندن فیلم‌برداری شد، شرکت نمود.
برند نقش دیمان دینر لیدی را در فلمِ لایو ایکشن بریتانیایی به‌نام فیلم هورید هنری (۲۰۱۱) بازی کرد. وی همچنین برای نمایش صامت ۲۰۱۱ تئاتر لیریک-هامیرسمیت به‌نام علاءالدین، صدای خارج از تصویر فراهم کرد.
در اوت ۲۰۱۵، برند به عنوان داور در نخستین رقابت دلقک‌های با کلاس (Class Clowns) در جشنواره ادینبرا فرینج شرکت نموده و برنده این مسابقات را در شب نهایی در گلدید بالون اعلام کرد.
برند یک فیلم-اقتباسی سینمایی مبتنی بر رمان خودش، هرچقدر بیشتر من را نادیده بگیری، نوشته‌است. خود وی نیز در این فیلم نقش خواهد داشت.

### حرفه تلویزیونی
در ۱۹۹۳ میلادی، برند، همراه با تونی هاوکس، یکی از اعضای میزگرد در نمایش تک‌گویی بی‌بی‌سی، تخلیه مغز (The Brain Drain) شد. انتقال او به جریان اصلی در تلویزیون زمانی ادامه یافت که او در سری خودش در کانال ۴، از میان دهان جو برند برند (Jo Brand Through the Cakehole) نقش بازی کرد، این سری به‌طور مشترک با نویسندهِ کمدی جیم میلر نوشته شده بود، کسی که قبلاً نویسنده اصلی استندآپ کمدی‌های وی بود. برند خود به تنهایی چندین سری تلویزیونی را به‌پیش برده و مجری‌گری نمایش‌های چون فروپاشی تجاری جو برند (Jo Brand's Commercial Breakdown) را برعهده داشت. وی در یکی از قسمت‌های سری کاملاً افسانه‌ای (Absolutely Fabulous) تحت عنوان «بهترین دوست جدید» (۱۹۹۴ میلادی) حضور افتخاری داشت و همچنین در نمایش مسابقاتی ستاره املا (Star Spell) که برگرفته شده از نمایش املای مشکل (Hard Spell) در ۲۰۰۴ بود، حضور یافت.
موفقیت او در برنامه‌های تلویزیونی با حضور وی به‌گونه مهمان در نمایش‌های چون خبری برای شما دارم؟ (Have I Got News for You) و بسیار جالب (QI) ادامه یافته و به حدی رسید که او با حضور در ۳۴ قسمت نمایش بسیار جالب به تنها مهمانی مبدل شد که بیشترین حضور را داشته‌است. به عنوان یک هوادار شمارش معکوس (Countdown)، او زمانی به آرزوی خود رسید که به عنوان مهمان برنامه در قسمت «دیکشینری کارنر» این نمایش دعوت گردید. بعداً او با مجری این برنامه، ریچارد وایتلی دوست شده و پس از مرگ وی در ۲۰۰۵ میلادی، در مراسم خاک‌سپاری‌اش در یورک مینستر شرکت کرد. او ۸۸ بار به عنوان مهمان «دیکشنری کارنر» در نمایش شمارش معکوس ظاهر شد.
در ۲۰۰۴ میلادی، برند در یک قسمت ویژه نمایش چه چیزی نپوشیم (What Not to Wear) شرکت کرد، جای که استادان مُد ترینی وودال و سوسانا کانستانتین ظاهر وی را به‌کلی تغییر دادند.
در ۲۵ مارس ۲۰۰۷، برند در نمایش دوباره بنواز (Play It Again) شرکت نموده و در آنجا ملزم گردید تا نحوه نواختن سازِ ارگ را فقط در چهار ماه بی‌آموزد. این یک دوره آمادگی برای اجرای آهنگ توکاتا و فوگ در ر مینور از یوهان سباستیان باخ برای ۸٬۰۰۰ شنونده در رویال آلبرت هالِ لندن هنگام دومین گردهمایی بزرگ ارگ بادی در انگلستان بود. برای تمرین کردن اجرای خود، او سرود روحانی مورد علاقه‌اش «خدای متعال و پدر آدمی‌زاد» را در یک مراسم کلیسایی در کلیسای سابقه روستا خود در بنندن، کنت نواخت و رقاصان را در بلاک‌پول تاور همراهی کرد. قبل از این اجراء، تنها تجارب وی از آلات موسیقی آموزش‌های در مورد پیانو و ویلن بود که او در کودکی فراگرفته بود.
برند در نخستین نسخه سلبریتی نمایش Comic Relief Does Fame Academy شرکت کرد. در ۲۰۰۷ میلادی او به عنوان یک سلبریتی پیکارگر در نمایش Comic Relief Does The Apprentice ظاهر شد. در ۲۰۰۹ میلادی، او در یک نمایش دیگر کیک ریلیف برای جمع‌آوری اعانه، بی‌آیید برای کمیک ریلیف رقص کنیم (Let's Dance for Comic Relief)، شرکت نموده و با رقص بریتنی اسپیرز به مرحله نهایی صعود کرد. او به عنوان داور نیز در این نمایش تلویزیونی حضور داشت. در ژانویه ۲۰۱۳، برند در یک سری ویژه کمیک ریلیف، مسابقه بزرگ کیک‌پزی بریتانیا (The Great British Bake Off)، سهم گرفت.
برند همچنین در برنامه‌های نمایش پاول او گریدی (The Paul O'Grady Show) و نمایش یک (The One Show) میزبان جانشین بوده‌است. برند یکی از سازندگان، یکی از نویسندگان و همراه با جوانا اسکانلان و ویکی پیپرداین، یکی از ستاره‌ها در سریال کمدی پیر شدن (Getting On) بود که از شبکه بی‌بی‌سی چهار پخش می‌شد، او برای نقشی که در این سریال داشت جایزه بهترین بازی‌گر کمدی ۲۰۱۱ از جشنواره BAFTA را به‌دست‌آورد. این سریال که توسط پیتر کاپالدی و سوزان تولی کارگردانی شده‌است، یک طنز واقع‌گرایانه و شوخی‌آمیز در مورد وضعیت فعلی سرویس سلامت همگانی است که یک بخش پیرپزشکی بیمارستان را به نمایش می‌گذارد.
در آوریل ۲۰۰۹، برند همراه با جان امیچی و جیریمی استاکویل یکی از داوران در سری گوینده (The Speaker) از تلویزیون بی‌بی‌سی دو بود، این سری به دنبال یافتن «بهترین گوینده جوان بریتانیا» بود.
در ۲۰۱۱ میلادی، برند برنامه تلویزیونی خیس کردن بزرگ جو برند (Jo Brand's Big Splash) را مجری‌گری می‌کرد، برنامه‌ای که او در آن کمدی استندآپ انجام داده و از مردمانی که عاشق آب بودند، دیدار می‌کرد. این برنامه توسط شرکت فیلم‌سازی خود وی، وات لارکس! پرودکشنز، تولید گردیده بود.
در ژانویه ۲۰۱۳ و ۲۰۱۴، برند همراه با اندی بانکس و لئون تیلور یکی از داورها در نمایش خیس شدن! (Splash!) از تلویزیون ITV بود.
در ۱۴ ژانویه ۲۰۱۴، برند مجری قسمت مسابقه بزرگ کیک‌پزی اسپورت ریلیف (Great Sport Relief Bake Off) در تلویزیون بی‌بی‌سی دو بود، این مسابقه نسخه‌ای از مسابقه بزرگ کیک‌پزی بریتانیا (The Great British Bake Off) برای جمع‌آوری خیریه بود. در فوریه ۲۰۱۵ وی همچنین مجری‌گری قسمت مسابقه بزرگ کیک‌پزی کامیک ریلیف را پیش برد.
او مجری برنامه مسابقه بزرگ کیک‌پزی بریتانیا: بریدهٔ اضافی (The Great British Bake Off: An Extra Slice) است که نمایش نخستین سری آن از ۸ اوت ۲۰۱۴ آغاز گردید. پخش سری دومی از اوت ۲۰۱۵، سری سومی از اوت ۲۰۱۶ و چهارمی از اوت ۲۰۱۷ آغاز شد.
در ۲۰۱۴ میلادی، برند سریال آزمایشی به‌نام در خور محکومیت (Damned) را برای تلویزیون اسکای آرتس به‌طور مشترک نوشت و خودش در نقش شخصیت روز (Rose) بازی کرد. این نمایش مورد پسند واقع شده و سریال سازی کامل آن توسط کانال ۴ آغاز گردید و در ۲۰۱۶ میلادی پخش شد؛ قسمت دوم آن در ۲۰۱۸ میلادی به نمایش گذاشته شد.